# Ryan Mphahlele
Mafori Ryan Mphahlele (* 20. Juni 1998 in Tembisa) ist ein südafrikanischer Leichtathlet, der sich auf den Mittelstreckenlauf spezialisiert hat. 2022 wurde er Vizeafrikameister im 1500-Meter-Lauf.

## Sportliche Laufbahn
Ryan Mphahlele trat zum ersten Mal 2016 bei Südafrikanischen Meisterschaften an. Über 5000 Meter belegte er den 26. Platz. Zudem gewann er die Silbermedaille über 1500 Meter bei den nationalen U20-Meisterschaften. Im Frühjahr des folgenden Jahres startete er in Kampala im U20-Rennen der Crosslauf-Weltmeisterschaften. Das Rennen über 8 km beendete er auf dem 68. Platz. Ende April belegte er den sechsten Platz über 1500 Meter bei den Südafrikanischen Meisterschaften, wobei er mit 3:45,91 min eine neue Bestzeit lief. 2018 steigerte er sich über die Distanz bis auf 3:40,44 min. Im Sommer nahm er in Belgien und den Niederlanden an seinen ersten Wettkämpfen außerhalb des afrikanischen Kontinents teil. So gewann er Anfang Juli in Hilversum einen Wettkampf über 3000 Meter in einer Zeit von 7:53,96 min. 2019 trat Mphahlele in Dänemark zum zweiten Mal bei den Crosslauf-Weltmeisterschaften an, diesmal im Rennen der Erwachsenen über 12 km. Nach 34:50 min erreichte er auf dem 69. Rang das Ziel. Ende April gewann er über 1500 Meter seinen ersten nationalen Meistertitel. Im Laufe der Saison steigerte er seine 1500-Meter-Bestzeit auf 3:39,23 min, bevor ihn Verletzungen für den Rest des Jahres plagten. 2021 verpasste er die Qualifikation für die Olympischen Sommerspiele in Tokio. Zu Beginn der Saison 2022 lief er direkt eine neue Bestzeit über 1500 Meter. Ende April stellte er in 3:35,36 min die Weltjahresbestzeit im Freien zu diesem Zeitpunkt auf. Nach dem Gewinn der Bronzemedaille bei den Südafrikanischen Meisterschaften konnte er Anfang Juni zum ersten Mal bei den Afrikameisterschaften an den Start gehen. Als Zweiter seines Vorlaufes erreichte er auf Mauritius das Finale. Darin lief er in 3:36,74 min die bis dahin zweitschnellste Zeit seiner Karriere, womit er die Silbermedaille gewinnen konnte. Im Juli nahm er in den USA an seinen ersten Weltmeisterschaften teil. In seinem Vorlauf belegte er allerdings nur den zwölften Platz und konnte damit das Halbfinale nicht erreichen.
2023 trat er in Budapest wieder bei den Weltmeisterschaften an. In seinem Vorlauf kam er nicht über Platz 10 hinaus und schied damit frühzeitig aus.

## Wichtige Wettbewerbe
| Jahr                  | Veranstaltung                 | Ort                   | Platz                 | Disziplin                 | Zeit                  |
| Startet für Südafrika | Startet für Südafrika         | Startet für Südafrika | Startet für Südafrika | Startet für Südafrika     | Startet für Südafrika |
| --------------------- | ----------------------------- | --------------------- | --------------------- | ------------------------- | --------------------- |
| 2017                  | Crosslauf-Weltmeisterschaften | Kampala               | 68.                   | U20-Rennen (8 km)         | 26:57 min             |
| 2019                  | Crosslauf-Weltmeisterschaften | Aarhus                | 68.                   | Erwachsenenrennen (12 km) | 34:50 min             |
| 2022                  | Afrikameisterschaften         | Port Louis            | 2.                    | 1500 m                    | 3:36,74 min           |
| 2022                  | Weltmeisterschaften           | Eugene                | 29.                   | 1500 m                    | 3:39,17 min           |
| 2023                  | Weltmeisterschaften           | Budapest              | 47.                   | 1500 m                    | 3:39,16 min           |

## Persönliche Bestleistungen
Freiluft
- 800 m: 1:49,05 min, 16. März 2022, Bloemfontein
- 1000 m: 2:24,14 min, 10. Februar 2017, Johannesburg
- 1500 m: 3:32,90 min, 17. April 2023, Kapstadt
- 3000 m: 7:53,96 min, 7. Juli 2018, Hilversum

Halle
- 1500 m: 3:36,57 min, 2. Februar 2024, Miramas